# Антон Ландер
Свен Антон Ландер (швед. Sven Anton Lander; Тимро, 21. април 1991) професионални је шведски хокејаш на леду који игра на позицијама централног нападача. Повремени је репрезентативац селекције Шведске.

## Каријера
Ландер је играчку каријеру започео у дресу шведског тима ХК Тимро за чији сениорски састав је дебитовао у сезони 2007/08, а пре тога је играо за све омладинске селекције клуба. Захваљујући доста добрим партијама које је пружао у дебитантској сениорској сезони у СХЛ-у, у лето 2009. одлази у Сједињене Државе где учествује на драфту НХЛ лиге где га је као 40. пика у другој рунди одабрала екипа Едмонтон ојлерса. Након драфта враћа се у Шведску и наредне две године игра за матични Тимро.  
Крајем априла 2011. потписује трогодишњи професионални уговор са Ојлерсима у чијем дресу започиње играчку сезони 2011/12. године. Први поен у НХЛ лиги, асистенцију, остварио је на утакмици против Лос Анђелес кингса играној 3. новембра 2011, док је први погодак постигао неколико дана касније, 17. новембра на утакмици против Сенаторса. Иако је у најјачој хокејашкој лиги на свету провео наредних шест сезона, Ландерс је одиграо комплетну сезону за Ојлерсе само 2015/16, док је у преосталих пет сезона наизменично играо и за њихов фарм-клуб Оклахома Сити баронсе. 
У мају 2017. враћа се у Европу и потписује уговор са руским КХЛ лигашем Ак Барсом из Казања. 

### Репрезентативна каријера
Пре дебитантског наступа у дресу сениорске репрезентације Шведске, Ландер је играо за све млађе селекције своје земље, а најбољи резултат остварио је на светском јуниорском првенству 2010. на ком су Швеђани освојили бронзану медаљу. 
Први значајнији наступ за сениорски тим на великој сцени остварио је на Светском првенству 2015. где је одиграо 8 утакмица и постигао 3 гола и 4 асистенције (7 поена). Након двогодишње репрезентативне паузе одабран је за члана олимпијског тима Шведске на Зимским олимпијским играма 2018. године.